# 1998 GL9
1998 GL9 är en asteroid i huvudbältet som upptäcktes den 2 april 1998 av LINEAR i Socorro County, New Mexico.
Asteroiden har en diameter på ungefär 7 kilometer.